# Bajm
Bajm è un gruppo pop-rock polacco creato nel 1978. Il nome del gruppo è formato dalle prime lettere dei nomi dei fondatori del gruppo, cioè da Beata Kozidrak, Andrzej Pietras, Jarek Kozidrak e Marek Winiarski. Oggi il gruppo è composto da Beata Kozidrak, Adam Drath, Piotr Bielecki, Maria Dobrzańska, Artur Daniewski e Krzysztof Nieścior. I Bajm debuttarono al festival di Opole con la canzone Piechotą do lata, con la quale si classificarono al secondo posto.

## Discografia
- Bajm 1983
- Martwa woda 1984
- Chroń mnie 1986
- Nagie skały 1988
- Biała armia 1990
- The best I 1992
- Płomień z nieba 1993
- The best II 1993
- Etna 1995
- Ballady 1997
- Szklanka wody 2000
- Martwa woda 2003 (riedizione del secondo album)
- Myśli i słowa 2003